# Guy Gnabouyou
Guy Gnabouyou (Toulouse, 1 de dezembro de 1989) é um futebolista francês que atua como atacante. Atualmente, defende o FC Inter Turku.

## Títulos
Olympique de Marseille
- Copa da Liga Francesa: 2009-10
- Campeonato Francês: 2009-10
- Supercopa da França: 2010